# Campeonato de Segunda División 1906 (Argentina)
El Campeonato de Segunda División 1906 fue el torneo que constituyó la octava temporada de la segunda división de Argentine Football Association.
El campeón fue el segundo equipo del Club Atlético Estudiantes, tras imponerse por 5 a 2 en el desempate de la final ante el Club Atlético Estudiantil Porteño. El promovido a Primera División fue el Club Atlético Porteño, por su buen desempeño en el campeonato, y por el de sus dos equipos en la Copa Bullrich.

## Promovidos e incorporados
| Pos | Promovidos a Primera División 1906 |
| --- | ---------------------------------- |
| 2°  | Belgrano II                        |
| SF  | San Isidro                         |
| SF  | Argentino de Quilmes               |
| 4°  | San Martín                         |

| Relegados de Primera División 1905 |
| ---------------------------------- |
| No hubo                            |

| Incorporados de Tercera División 1905 |
| ------------------------------------- |
| Alumni II                             |
| Estudiantil Porteño                   |
| Flores                                |
| General Belgrano                      |
| Porteño II                            |
| Racing Club                           |
| River Plate                           |
| San Martín II                         |
| San Isidro II                         |
| Villa Ballester                       |

| Afiliados      |
| -------------- |
| Belgrano IV    |
| Lanús United   |
| Quilmes II     |
| Royal          |
| Saint George's |

| Relegados a Tercera División 1906 |
| --------------------------------- |
| Argentino de Quilmes II           |

| Desafiliados                 |
| ---------------------------- |
| América                      |
| Instituto Americano          |
| Colegio Militar de la Nación |

De esta manera, los participantes aumentaron a 19 equipos.

## Sistema de disputa
Para esta temporada, el número de participantes aumentó drásticamente. Por lo que por primera vez fueron divididos en 3 secciones: dos de 6 equipos y una de 7. En cada sección se enfrentaron bajo el sistema de todos contra todos a dos ruedas.
El mejor de cada sección avanzó a la fase final, donde se enfrentaron por eliminación directa a único partido.

## Equipos
| Equipo              | Ciudad               |
| ------------------- | -------------------- |
| Alumni II           | Buenos Aires         |
| Barracas II         | Buenos Aires         |
| Belgrano III        | Buenos Aires         |
| Belgrano IV         | Buenos Aires         |
| Porteño             | Buenos Aires         |
| Porteño II          | Buenos Aires         |
| Estudiantes II      | Buenos Aires         |
| Estudiantil Porteño | Buenos Aires         |
| Flores              | Buenos Aires         |
| General Belgrano    | Buenos Aires         |
| Lanus United        | Lanús                |
| Quilmes II          | Quilmes              |
| Racing Club         | Avellaneda           |
| River Plate         | Buenos Aires         |
| Royal               | Quilmes              |
| Saint Georges       | Quilmes              |
| San Isidro II       | San Isidro           |
| San Martín II       | Ciudad de San Martín |
| Villa Ballester     | Villa Ballester      |

## Zona A

### Tabla de posiciones final
| Pos | Equipo          | Pts | PJ | G | E | P | GF | GC | Datos                             |
| --- | --------------- | --- | -- | - | - | - | -- | -- | --------------------------------- |
| 1º  | Porteño         | 15  | 10 | 7 | 1 | 2 | 27 | 15 | -                                 |
| 2º  | Villa Ballester | 14  | 10 | 6 | 2 | 2 | 28 | 7  | -                                 |
| 3º  | San Isidro II   | 13  | 10 | 5 | 3 | 2 | 22 | 15 | -                                 |
| 4º  | Quilmes II      | ?   | 10 | 3 |   | 6 | 16 | 19 | Falta el resultados de un partido |
| 5º  | Belgrano III    | ?   | 10 | 2 |   | 6 | 6  | 25 | Faltan resultados de 2 partidos   |
| 6º  | Saint George's  | ?   | 10 | 2 | 0 | 7 | 10 | 28 | Falta el resultados de un partido |

|  | Clasificado a la Fase final. |
|  | Desafiliado.                 |

## Zona B

### Tabla de posiciones final
| Pos | Equipo              | Pts | PJ | G  | E | P | GF | GC | Datos                           |
| --- | ------------------- | --- | -- | -- | - | - | -- | -- | ------------------------------- |
| 1º  | Estudiantil Porteño | 23  | 12 | 11 | 1 |   | 21 | 8  | -                               |
| 2º  | Alumni II           | ?   | 12 | 5  | 1 | 1 | 12 | 5  | Faltan resultados de 5 partidos |
| 3º  | Racing Club         | 13  | 12 | 6  | 1 | 5 | 23 | 18 |                                 |
| 4º  | San Martín II       | ?   | 12 | 4  | 1 | 2 | 9  | 10 | Faltan resultados de 5 partidos |
| 5º  | Barracas II         | ?   | 12 | 3  |   | 7 | 20 | 14 | Faltan resultados de 2 partidos |
| 6º  | River Plate         | 8   | 12 | 4  | 0 | 8 | 9  | 24 | -                               |
| 7º  | Belgrano IV         | ?   | 12 | 1  |   | 9 | 6  | 25 | Faltan resultados de 2 partidos |

|  | Clasificado a la Fase final. |
|  | Desafiliado.                 |

### Resultados
| 22 de abril de 1906 | River Plate | 0:1 | Racing Club | Estadio de River Plate, Buenos Aires |  |

| 29 de abril de 1906 | Estudiantil Porteño | 7:0 | River Plate | Estadio de Estudiantil Porteño, Buenos Aires |  |

| 6 de mayo de 1906 | Racing Club | 1:2 | Alumni | Estadio de Racing, Avellaneda |  |

| 6 de mayo de 1906 | River Plate | 2:4 | Barracas II | Estadio de River Plate, Buenos Aires |  |

| 20 de mayo de 1906 | Racing Club | 4:1 | River Plate | Estadio de Racing, Avellaneda |  |

| 27 de mayo de 1906 | Racing Club | 0:3 | Estudiantil Porteño | Estadio de Racing, Avellaneda |  |

| 17 de junio de 1906 | San Martín II | 3:2 | Belgrano II | Estadio de San Martín, Ciudad de San Martín |  |

| 17 de junio de 1906 | River Plate | 0:3 | Alumni II | Estadio de River Plate, Buenos Aires |  |

| 1 de julio de 1906                                              | San Martín II | vs. | River Plate | Estadio de San Martín, Ciudad de San Martín |  |
| River Plate no se presentó a jugar, San Martín ganó los puntos. |               |     |             |                                             |  |

| 29 de julio de 1906                                           | River Plate | vs. | Belgrano II | Estadio de River Plate, Buenos Aires |  |
| River Plate no se presentó a jugar, Belgrano ganó los puntos. |             |     |             |                                      |  |

| 5 de agosto de 1906 | Belgrano II | 0:1 | San Martín II  | Estadio de Belgrano, Buenos Aires |  |
|                     |             |     | - E. Rostchild |                                   |  |

| 12 de agosto de 1906 | Alumni II  | 2:0 | Racing Club | Estadium de Palermo, Buenos Aires |  |
|                      | - J. Brown |     |             |                                   |  |

| 12 de agosto de 1906 | Barracas II | 0:3 | River Plate               | Estadio de Barracas, Buenos Aires |  |
|                      |             |     | - B. Messina - T. Vergara |                                   |  |

| 15 de agosto de 1906 | Racing Club | 1:0 | Barracas II | Estadio de Racing, Avellaneda |  |

| 15 de agosto de 1906 | San Martín II | 3:4 | Estudiantil Porteño | Estadio de San Martín, Ciudad de San Martín |  |

| 19 de agosto de 1906 | Racing Club | 2:2 | San Martín II | Estadio de Racing, Avellaneda |  |

| 26 de agosto de 1906 | Belgrano II                 | 3:5 | Racing Club                   | Estadio de Belgrano, Buenos Aires |  |
|                      | Anotado · Anotado · Anotado |     | - J. Seminario - I. Oyarzábal |                                   |  |

| 2 de septiembre de 1906                                     | Alumni II | vs. | River Plate | Estadium de Palermo, Buenos Aires |  |
| Alumni no se presentó a jugar, River Plate ganó los puntos. |           |     |             |                                   |  |

| 2 de septiembre de 1906 | Barracas II | 1:8 | Racing Club | Estadio de Barracas, Lanús |  |

| 9 de septiembre de 1906                                       | Belgrano II | vs. | River Plate | Estadio de Belgrano, Buenos Aires |  |
| Belgrano no se presentó a jugar, River Plate ganó los puntos. |             |     |             |                                   |  |

| 16 de septiembre de 1906 | Estudiantil Porteño | 4:1 | Racing Club | Estadio de Estudiantil Porteño, Buenos Aires |  |

| 30 de septiembre de 1906 | River Plate | 3:5 | Estudiantil Porteño | Estadio de River Plate, Buenos Aires |  |

| 7 de octubre de 1906                                            | River Plate | vs. | San Martín II | Estadio de River Plate, Buenos Aires |  |
| San Martín no se presentó a jugar, River Plate ganó los puntos. |             |     |               |                                      |  |

|                                                         | San Martín II | vs. | Racing Club | Estadio de San Martín, Buenos Aires |  |
| Racing ganó los puntos, se desconoce el marcador final. |               |     |             |                                     |  |

|                                                         | Racing Club | vs. | Belgrano II | Estadio de Racing, Avellaneda |  |
| Racing ganó los puntos, se desconoce el marcador final. |             |     |             |                               |  |

|  | Estudiantil Porteño | 2:0 | San Martín II | Estadio de Estudiantil Porteño, Buenos Aires |  |

## Zona C

### Tabla de posiciones final
| Pos | Equipo           | Pts | PJ | G | E | P | GF | GC | Datos                            |
| --- | ---------------- | --- | -- | - | - | - | -- | -- | -------------------------------- |
| 1º  | Estudiantes II   | 18  | 10 | 8 | 2 | 0 | 23 | 5  | -                                |
| 2º  | Porteño II       | ?   | 10 | 7 | 1 | 1 | 28 | 11 | Falta el resultado de un partido |
| 3º  | Flores           | ?   | 10 | 5 |   | 3 | 2  | 9  | Faltan resultados de 2 partidos  |
| 4º  | Lanús United     | ?   | 10 | 3 | 2 | 4 | 4  | 19 | Falta el resultado de un partido |
| 5º  | General Belgrano | ?   | 10 |   | 1 | 7 | 3  | 6  | Faltan resultados de 2 partidos  |
| 6º  | Royal            | ?   | 10 |   |   | 8 | 1  | 11 | Faltan resultados de 2 partidos  |

|  | Clasificado a la Fase final. |
|  | Relegado a Tercera División. |

## Fase final
|  | Semifinales | Semifinales    | Semifinales |                     |   | Final          | Final | Final | Final |  |
|  |             |                |             |                     |   |                |       |       |       |  |
|  |             |                |             |                     |   |                |       |       |       |  |
|  | 3           | Estudiantes II | 1           |                     |   |                |       |       |       |  |
|  | 3           | Estudiantes II | 1           |                     |   |                |       |       |       |  |
|  | 1           | Porteño        | 0           |                     |   |                |       |       |       |  |
|  | 1           | Porteño        | 0           |                     |   | Estudiantes II | 1     | 5     |       |  |
|  |             |                |             |                     |   | Estudiantes II | 1     | 5     |       |  |
|  |             |                | 2           | Estudiantil Porteño | 1 | 2              |       |       |       |  |
|  |             |                | 2           | Estudiantil Porteño | 1 | 2              |       |       |       |  |
|  |             |                |             |                     |   |                |       |       |       |  |
|  |             |                |             |                     |   |                |       |       |       |  |
|  |             |                |             |                     |   |                |       |       |       |  |
|  |             |                |             |                     |   |                |       |       |       |  |

### Semifinal
| 14 de octubre de 1906 | Estudiantes II | 1:0 | Porteño | Stadium de Palermo, Buenos Aires |  |

### Final
| 20 de octubre de 1906 | Estudiantes II | 1:1 | Estudiantil Porteño | Stadium de Palermo, Buenos Aires |  |
|                       | Dónovan        |     | Cabrío              |                                  |  |

#### Desempate
| 28 de octubre de 1906 | Estudiantes II | 5:2 | Estudiantil Porteño | Cancha de Porteño, Buenos Aires |  |

|                                 |
|                                 |
| Campeón Estudiantes 1.er título |

## Descensos y ascensos
Asciende, o fue promovido, Porteño, no hubo descensos en esta temporada; la mayoría de los equipos se afiliaban a la categoría en la que consideraban que debían jugar.